# Manever po Valsalvi
Manever po Valsalvi je izdihovanje pri zaprtem epiglotisu. V medicini se z manevrom preverja prehodnost ušesne troblje ali nadzor avtonomnega živčevja nad srcem. Izven medicine se uporablja za izenačevanje pritiska v ušesih ob hitri spremembi zunanjega pritiska. Spada med t. i. vagalne manevre, to so manevri, ki stimulirajo deseti možganski živec (nervus vagus) oz. parasimpatično živčevje.
Manever je poimenovan po italijanskem zdravniku Antoniu Marii Valsalvi, ki je živel v 17. stoletju in se je ukvarjal predvsem z raziskovanjem ušes. Bil je prvi, ki je opisal manever.

## Kako se manever izvaja?
Manever se izvaja tako, da se zajame sapo, stisne nos ali zapre epiglotis in zapre usta ter poskusi izdihniti. Ob tem se ušesna troblja odpre in tlak na obeh straneh bobniča se izenači, kar v ušesih povzroči pokljanje.
Manever je treba izvajati nežno, da se prepreči morebitne poškodbe ušesa.

## Fiziološki odziv
Normalen fiziološki odziv sestavljajo 4 faze, ki so označene na grafu na desni:
1. Začetni dvig tlaka: Ob začetku izdihovanja tlak v prsni votlini narase, kar povzroči prehodni dvig krvnega tlaka.
2. Zmanjšan venski priliv in kompenzacija: Povišan tlak v prsni votlini ovira povratek krvi v srce. Iztis srca je zmanjšan, kar povzroči padec tlaka. Na grafu ta faza traja od 5. do približno 14. sekunde. Padec krvnega tlaka povzroči zoženje krvnih žil, kar povzroči določen dvig tlaka (od 15. do 20. sekunde). Kompenzacija je lahko precej opazna, saj se tlak lahko vrne na normalno vrednost ali jo celo preseže. Srčni iztis in prekrvavitev telesa ostaneta zmanjšana. V tem času se pulz zviša.
3. Popustitev tlaka: Pritisk v prsnem košu preneha, kar povzroči, da se pljučne žile, tudi aorta razširijo. To povzroči padec tlaka (od 20. do 23. sekunde) zaradi manjšega povratka krvi v levi ventrikel in povečanega volumna aorte. Z večanjem venskega priliva začne srčni iztis spet naraščati.
4. Povratek srčnega iztisa: Krvni povratek pospeši nenaden povečan vstop krvi v srce, kar povzroči nenaden dvig srčnega iztisa in krvnega tlaka (od 24. sekunde naprej). Tlak se navadno najprej dvigne nad normalo, a jo kmalu spet doseže. Z normalizacijo krvnega tlaka se tudi pulz vrne na normalno frekvenco.

Odkloni od tega vzorca odziva pomenijo nenormalno srčno funkcijo ali nenormalni nadzor avtonomnega živčevja nad srcem.

## Izven medicine
Ob hitrem dvigu zunanjega tlaka (npr. pri potapljanju ali spuščanju letala) le-ta navadno povzroči zaprtje ušesne troblje, kar prepreči izenačenje pritiska preko bobniča. Pritisk se lahko izenači s požiranjem in hkratnim izdihovanjem pri zaprtem epiglotisu. To je ena od uporab manevra po Valsalvi v praksi. 
Manever ljudje izvajajo vsakodnevno, pri dviganju težkih bremen, napenjanju, defekaciji. Učinek manevra po Valsalvi ima tudi pihanje (izdihovanje) proti uporu, kot npr. pri napihovanju balona. Posledični padec tlaka lahko povzroči vrtoglavico in celo omedlevico.